# Battaglia di Cima 731
La Battaglia di Cima 731 (in greco Μάχη του υψώματος 731?, nota anche come Battaglia di Quota 731 di Monastero), fu una feroce battaglia combattuta durante la Seconda Guerra Mondiale nel sud dell'Albania, tra Regio Esercito ed Esercito Greco. Iniziò la mattina del 9 marzo 1941, nell'ambito dell'operazione bellica denominata Offensiva italiana di Primavera. Scopo dell'attacco era il superamento delle posizioni greche che difendevano Klisura. La Q. 731 costituiva un'importante posizione difensiva a 20 km a nord della città di Klisura, ai piedi del monte Trebeshinë. Nonostante la superiorità numerica delle forze italiane e i numerosi tentativi, la Q. 731 fu raggiunta solo brevemente il 19 marzo 1941 dal Nucleo Arditi del 31º Reggimento di Fanteria Siena, comandato dal Capitano Giorgio di Borbone-Parma, che vi cadde. La resistenza dei Greci contribuì al sostanziale fallimento dellOffensiva di Primavera.

## Antefatti
La Campagna italiana di Grecia, portata avanti dal regime fascista italiano nell'ottobre del 1940, era giunta ad una fase di stallo nei primi mesi del 1941. La linea del fronte italiano era stata travolta e la Grecia minacciava la conquista di importanti posizioni, in particolare i porti militari sulla costa. Durante l'inverno però, il comando greco decise di fermare le operazioni offensive su larga scala, autorizzando solo le operazioni offensive locali per migliorare le linee in attesa di condizioni meteorologiche migliori. Nella primavera del 1941 al comando italiano premeva battere l'esercito greco prima dell'imminente intervento tedesco, per evidenti ragioni di prestigio. Il piano, ideato dal generale Ugo Cavallero, prevedeva un possente attacco concentrato in uno stretto corridoio montano: lo scopo italiano era quello di sfondare le linee greche nel punto di maggiore forza, riconquistare Klisura e avanzare verso Leskovik e Ioannina. La chiave del successo fu individuata nella conquista di un piccolo monte, conosciuto come Q. 731. In altre fonti, lo stesso luogo viene denominato Monastero per via dei ruderi di un antico edificio religioso.
L'attacco sarebbe stato condotto dal VIII Corpo d'Armata (59ª Divisione di Fanteria Cagliari, 38ª Divisione di Fanteria Puglie e 24ª Divisione di Fanteria Pinerolo) e da due battaglioni di Camicie Nere, mentre la 2ª Divisione di Fanteria Sforzesca del XXV Corpo d'Armata, la 47ª Divisione di Fanteria Bari, la 51ª Divisione di Fanteria Siena e la 7ª Divisione di Fanteria Lupi di Toscana costituivano il secondo scaglione. Come riserva erano pronte la 131ª Divisione Corazzata Centauro e la 29ª Divisione di Fanteria Piemonte.
Le unità greche di fronte a loro erano il II Corpo (17ª, 5ª, 1ª, 15ª e 11ª divisione) che aveva combattuto sin dall'inizio della guerra, con tre reggimenti di appoggio e la 4ª Divisione come riserva. Durante i mesi precedenti, in previsione di un attacco, alle truppe greche era stato ordinato di scavare trincee per fornire la necessaria copertura. La divisione italiana incaricata dell'assalto alla Q. 731 fu la Puglie (71º e 72º Fanteria, 15º Artiglieria per Divisione di Fanteria). La Q. 731 fu difesa dal II Battaglione del 5º Reggimento di Fanteria greco (ΙΙ/5) della 1ª Divisione, a cui fu ordinato di mantenere le proprie posizioni a tutti i costi. Il ΙΙ/5 era comandato dal Maggiore Dimitrios Kaslas e la maggior parte dei suoi soldati proveniva dalle province di Trikala e Karditsa.
Il comandante del II Corpo greco Maggiore Generale Georgios Bakos era stato nominato solo quattro giorni prima dell'offensiva italiana: in una conferenza tenuta ad Atene il 5 marzo, l'allora comandante Tenente Generale Dimitrios Papadopoulos, insieme ad altri due generali del I Corpo, si oppose alla presenza in Grecia di un corpo di spedizione britannico, che sarebbe stato inadeguato a difendere la Grecia dai Tedeschi, ma sufficiente a fornire loro un casus belli. Questa sua opposizione lo portò alla rimozione.

## La battaglia

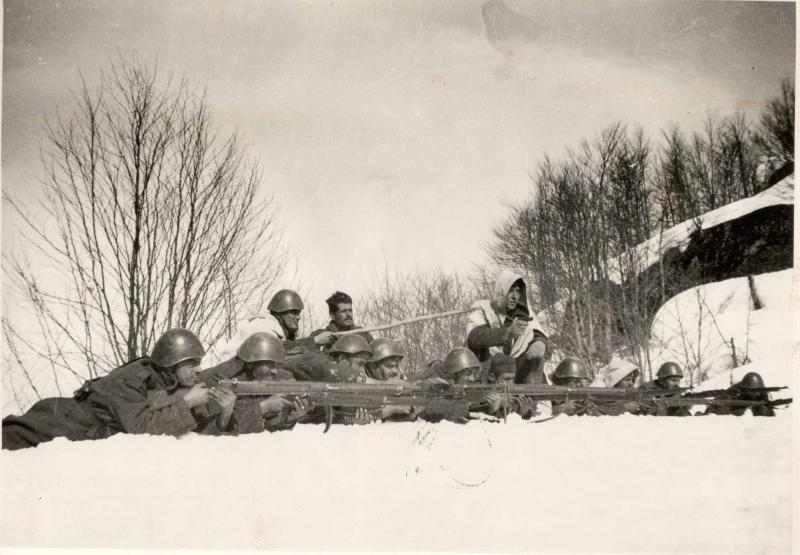
Soldati greci sul fronte albanese nell'inverno 1941

L'attacco italiano, osservato da Benito Mussolini in persona dall'altura del Komarit, fu sferrato il 9 marzo con un pesante bombardamento aero-terrestre. Sul settore principale, tenuto dalla 1ª Divisione greca, l'intenso bombardamento causò un grave sconvolgimento del terreno, abbassandone la quota di due metri e distruggendo alberi e vegetazione. Nonostante ciò, le perdite greche furono limitate, sia per la buona tenuta delle trincee, sia perché il bombardamento italiano fu condotto senza una tattica adeguata.
Dopo il bombardamento, i soldati del 71º e 72º Reggimento della Divisione Puglie furono lanciati all'assalto, nella convinzione che i Greci, ridotti a malpartito dall'artiglieria, non potessero più resistere efficacemente. I soldati greci invece, pur se storditi, si lanciarono fuori dalle trincee verso gli Italiani in un micidiale scontro frontale. Ne conseguirono accaniti combattimenti, condotti con armi da fuoco ma anche in violenti scontri a corpo a corpo.
La stessa strategia venne riproposta in numerosi assalti che si protrassero fino al 19 marzo, e che coinvolsero non solo la Divisione Puglie ma anche la Divisione Bari che era di riserva.
Nonostante i ripetuti tentativi di fanteria e i pesanti bombardamenti, i difensori di Q. 731 tennero le posizioni riuscendo a sfruttare l'orografia favorevole e la pessima pianificazione italiana. Dal lato greco, l'ordine di Dimitrios Kaslas era quello di mantenere la propria posizione a qualunque costo e promise di sparare personalmente ad ogni disertore. Dal lato italiano invece, l'ordine fu quello di ripetere gli attacchi ad oltranza, il che però causò ingenti perdite umane.
L'offensiva italiana si fermò tra il 16 e il 18 marzo, consentendo ai Greci di portare avanti le riserve e iniziare un graduale rinforzo della loro linea, sostituendo la 1ª divisione con la 17ª. L'offensiva italiana riprese il 19 marzo con un ultimo attacco alla Q. 731 condotto dalla Divisione Siena (il diciottesimo dall'inizio). Sostenuti da quattro carri M13/40 e da un'unità d'assalto Arditi comandata dal capitano Giorgio di Borbone Parma della Siena, gli Italiani si impadronirono di una parte della Q. 731, ma furono presto respinti da un contrattacco greco. Gli attacchi si susseguirono con meno foga fino al 24 marzo, ma senza esito. Mussolini fu costretto ad ammettere che l'offensiva italiana era fallita.

## Conseguenze

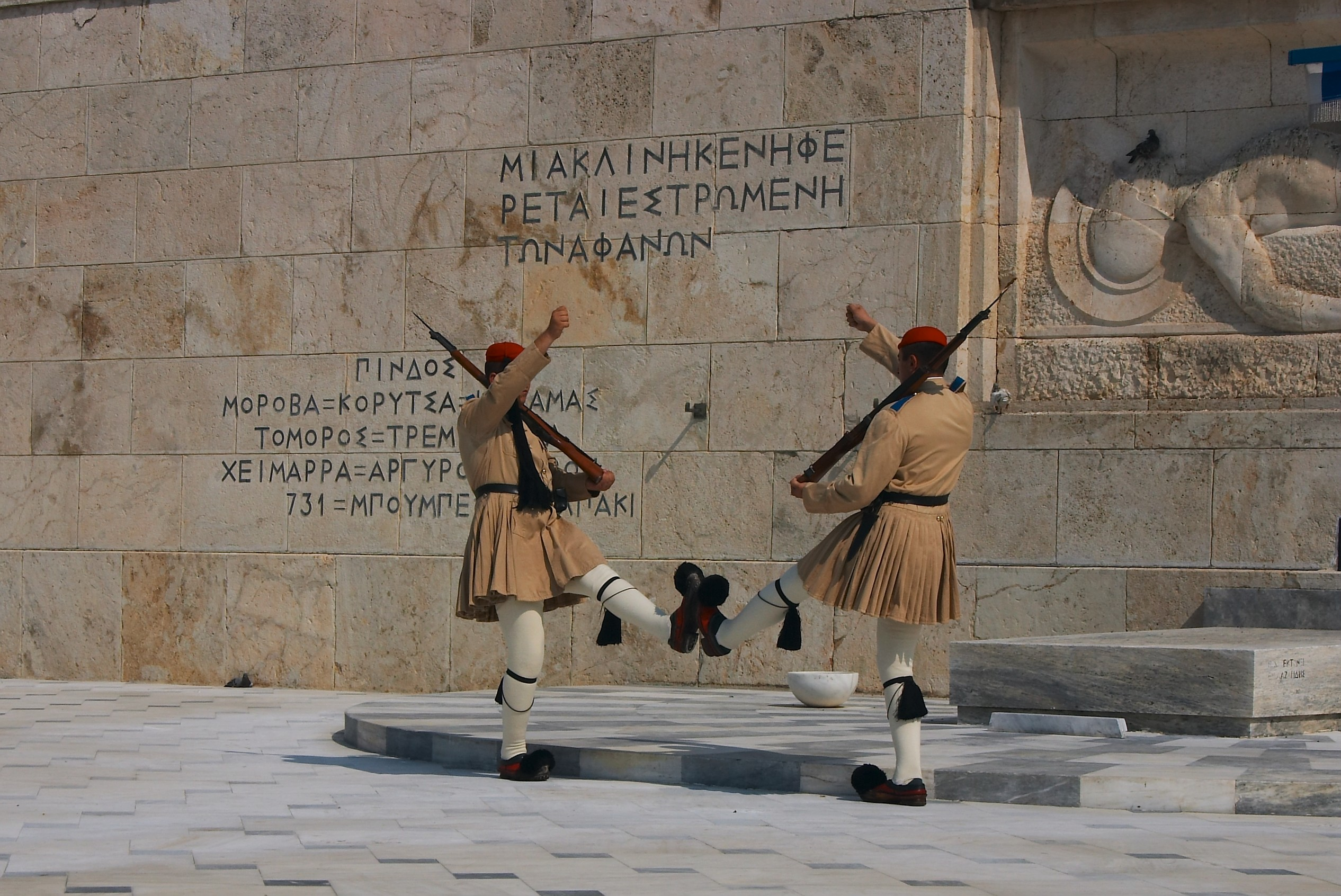
La tomba del Milite Ignoto ad Atene. L'iscrizione "731" è visibile nell'ultima riga del testo scolpito sulla pietra a sinistra

La battaglia di Q. 731 è stata descritta come la Verdun della guerra greco-italiana, mentre altri la chiamavano le nuove Termopili. Fu una lotta atroce e sanguinosa, con soldati spesso impegnati in combattimenti alla baionetta, richiamando le infelici immagini della Grande Guerra. Il bombardamento terrestre e aereo che precedette gli assalti trasformò il paesaggio della collina, tanto che l'altitudine attuale è scesa a 729 metri.
La strategia italiana di colpire il fronte greco nel suo punto più forte, si rivelò un errore fatale. Questo aspetto, unito all'accanimento del comando italiano nel proseguire l'assalto con le stesse modalità per giorni e giorni, ridusse la battaglia di Q. 731 in un vero e proprio massacro reciproco senza alcun vantaggio bellico. La battaglia rimase per lunghi anni nascosta all'opinione pubblica in quanto la censura fascista ne modificò la percezione. Nei fatti, per l'Italia fu una sconfitta di grandi proporzioni e, secondo alcuni storici, fu l'inizio della fine del regime fascista.
Lo scenario mutò solo quando, il 6 aprile, iniziò l'invasione tedesca della Grecia attraverso la Bulgaria con l'Operazione Marita, aprendo un secondo fronte. La Grecia aveva ricevuto un piccolo rinforzo dai Britannici con sede in Egitto, in previsione dell'invasione tedesca. I Greci soffrivano di inferiorità numerica e la maggior parte delle truppe era ancora dislocata sul fronte albanese. La linea difensiva bulgara non ricevette rinforzi adeguati e cedette rapidamente. I Tedeschi aggirarono i Greci sul confine albanese costringendoli alla resa mentre i Britannici iniziarono la ritirata. Per diversi giorni le truppe alleate contennero l'avanzata tedesca all Passo delle Termopili, consentendo alle navi di preparare l'evacuazione degli Inglesi. I Tedeschi raggiunsero Atene il 27 aprile e completarono la conquista della Grecia con la conquista di Creta un mese dopo. Di conseguenza, la Grecia fu occupata dalle forze militari di Germania, Italia e Bulgaria fino alla fine del 1944.